# La Russell
La Russell est une ville du comté de Jasper, dans le Missouri, aux États-Unis,. Située à l'est du comté, elle est fondée en 1903 et incorporée en 1904.

## Démographie
Lors du recensement de 2010, la ville comptait une population de 114 habitants. Elle est estimée, en 2016, à 115 habitants.

### Source de la traduction
- (en) Cet article est partiellement ou en totalité issu de l’article de Wikipédia en anglais intitulé « La Russell, Missouri » (voir la liste des auteurs).